# بلاليط
البلاليط هو طبق شعبي في الخليج العربي مكون أساساً من الشعيرية والهيل والزعفران وماء الورد والسكر. ويقدّم عادةً مع البيض المقلي. طبق البلاليط مشهور غالباً في جميع دول الخليج وخصوصاً في الكويت والبحرين وقطر والإمارات، ويقدّم على الإفطار عادة كما يقدم كتحلية في شهر رمضان أو وجبة عشاء. بشكل خاص خلال الأعياد الإسلامية في عيد الفطر كوجبة أولى في اليوم. وقد تختلف طريقة تقديمه من دولة لأخرى ففي البحرين يشتهر بإضافة البيض المقلي أعلى الطبق سواء بتغطية الطبق كاملاً أو جزئياً، ويمكن أضافة مكسرات أو كزبرة أو فاكهة مجففة، ويوجد له عدة أشكال للطهو، مثل: البلاليط بالهيل، البلاليط بالجوز، البلاليط بالعسل، البلاليط بالبيض.
ويمكن استخدام المشمش المجفف أو الكزبرة للتزيين. كما يقدم أحيانًا مع البصل المقلي أو البطاطس. يعتبر كطبق حلو ومالح تقليدي شائع في المطبخ العربي الشرقي.

## طريقة عمل البلاليط «مع البيض»
- يوضع زيت في قدر وتُحمّر نصف كمية الشعرية.
- تسلق الشعرية نصف سلقة وتصفى من ماء السلق.
- توضع في القدر مع القليل من الزيت والسكر ويرش الهيل والزعفران.
- في مقلاة يوضع زيت ويصب البيض بملعقة الشوربة للحصول على قرص.
- تسكب الشعرية فوق البيض.